# HD52788
HD52788 — хімічно пекулярна зоря спектрального класу F1, що має видиму зоряну величину в смузі V приблизно  8,3.
Вона  розташована на відстані близько 942,6 світлових років від Сонця.